# 海威 (加利福尼亞州)
海威（英語：Haiwee）是位於美國加利福尼亞州因約縣的一個非建制地區。該地的面積和人口皆未知。

## 地理
海威的座標為36°08′48″N 117°58′33″W / 36.14667°N 117.97583°W，而該地的平均海拔高度為1242米（即4075英尺）。